# V470 Андромеды
V470 Андромеды (лат. V470 Andromedae), HD 829 — одиночная переменная звезда в созвездии Андромеды на расстоянии приблизительно 1943 световых лет (около 596 парсеков) от Солнца. Видимая звёздная величина звезды — от +6,7m до +6,66m. Возраст звезды определён как около 14 млн лет.

## Характеристики
V470 Андромеды — бело-голубая пульсирующая переменная звезда (LPB) спектрального класса B2V или B3III. Масса — около 5,991 солнечных, радиус — около 7,397 солнечных, светимость — около 575,44 солнечных. Эффективная температура — около 16982 К.

## Планетная система
В 2019 году учёными, анализирующими данные проектов HIPPARCOS и Gaia, у звезды обнаружена планета.